# Rennersdorf/O.L.
Rennersdorf/O.L. (O.L. = Oberlausitz) ist mit etwa 500 Einwohnern seit 1. Januar 2013 ein Ortsteil der sächsischen Stadt Herrnhut in der östlichen Oberlausitz im Landkreis Görlitz.

## Geographie
Rennersdorf liegt östlich von Berthelsdorf und Herrnhut am Oberlauf der Pließnitz, die auf Rennersdorfer Flur durch Vereinigung der Quellbäche Berthelsdorfer Wasser und Petersbach entsteht und in nordöstlicher Richtung nach Bernstadt auf dem Eigen fließt.
Südwestlich der Siedlungsfläche liegt das Hochwasserrückhaltebecken Rennersdorf, östlich der Kleine Nonnenwald. Heideberg und Eichler (332 m) als Bergkuppen begrenzen den Ort.

## Geschichte
| Jahr | Einwohner |
| ---- | --------- |
| 1834 | 962       |
| 1871 | 976       |
| 1890 | 849       |
| 1910 | 881       |
| 1925 | 942       |
| 1939 | 872       |
| 1946 | 1165      |
| 1950 | 1266      |
| 1964 | 1022      |
| 1990 | 756       |
| 1993 | 694       |
| 2020 | 504       |

Im Stadtbuch von Görlitz wird 1406 der Ort als Reinherstorf (= Dorf eines Reinher) erstmals erwähnt. Die Geschichte des Ortes ist aber bedeutend älter. So fand man im Jahre 1790 beim Urbarmachen an der Südseite des Eichlers zwei ineinander passende runde, in der Mitte durchlöcherte Steine, welche ausgegraben wurden und offenbar Opfertische waren. Funde von Scherben aus dem Jahre 1972 auf dem Heideberg in der Nähe einer frühmittelalterlichen Turmhügelburg belegen eine frühe Besiedlung des Pließnitztales.
Die Geschichte Rennersdorfs ist maßgeblich geprägt durch die grundherrschaftliche Entwicklung zweier Rittergüter. Bereits im Jahre 1480 lassen diese sich nachweisen. Die Kirche zu Rennersdorf hatte 1518 einen eigenen Amtsbezirk. Sie war der Heiligen Katharina geweiht.
Im Jahre 1661 teilte man den gesamten Ort in die Gemeindeverbände Oberrennersdorf und Niederrennersdorf. Erst im Jahre 1937 wurden beide Ortsteile wieder zur Gemeinde Rennersdorf/O.L. vereinigt.
Von 1893 bis 1945 war der Ort durch die Schmalspurbahn Herrnhut–Bernstadt an das reguläre Eisenbahnnetz angeschlossen. Die Strecke wurde nach dem Zweiten Weltkrieg als Reparationsleistung demontiert. Im Dorf gibt es heute nur noch wenige Gebäude in traditioneller Umgebindekonstruktion oder Fachwerk. Zu erwähnen sind noch die vier Mühlen, wobei die bekannteste und noch in Betrieb befindliche die Rittermühle am Eichler ist.

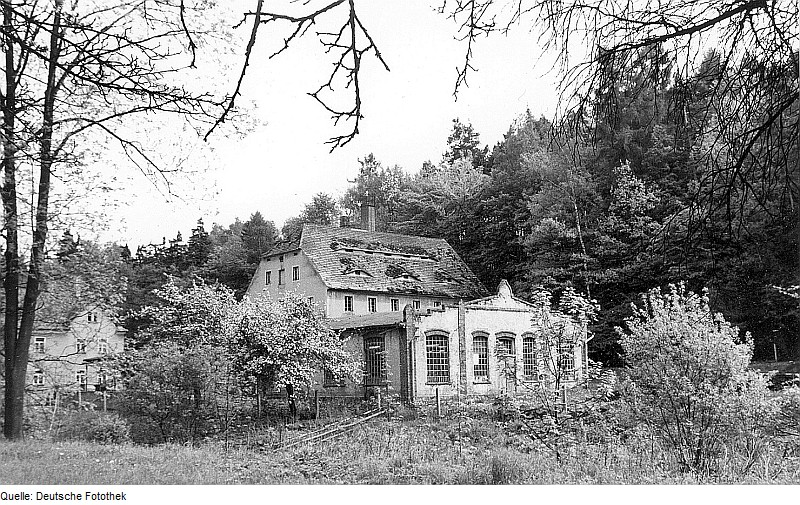
Ehemalige Wollspinnfabrik, heute, nach Wiederherstellung der Gebäude, Niederlassung von Euroimmun
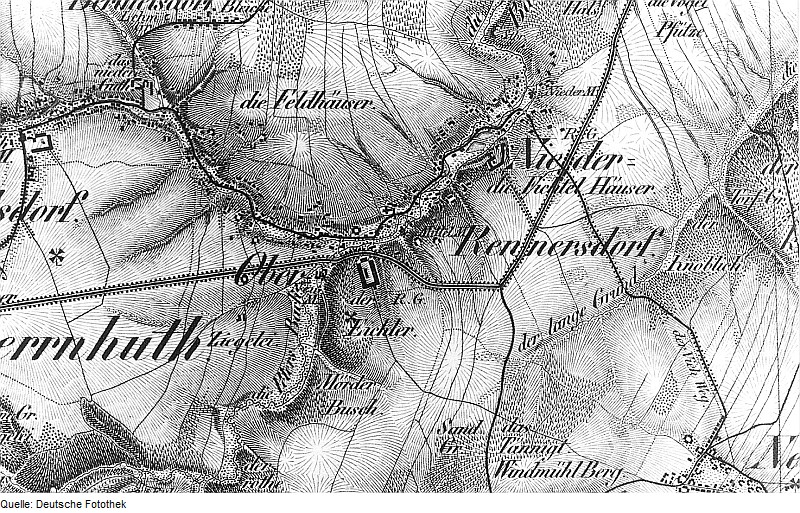
Ober- u. Niederrennersdorf. Oberreit, Sect. Zittau, 1844–46
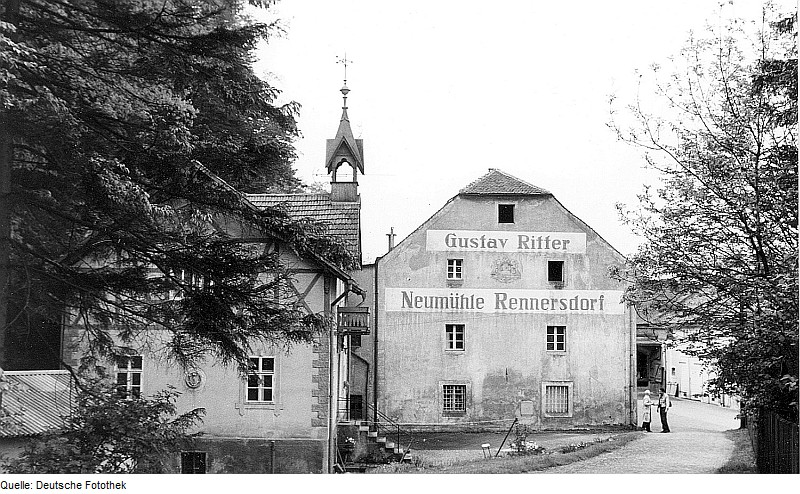
Rennersdorf, Neu- oder Rittermühle

Im Frühjahr 1945 fiel das alte Niederrennersdorfer Schloss, dessen Ursprünge bis ins 14. Jahrhundert hineinreichten, einer Brandstiftung zum Opfer. Das Rittergut mit 131 ha wurde durch die Bodenreform enteignet und an Siedler aufgeteilt.
Das Oberrennersdorfer Schloss und Gut wurde 1937 an die Wehrmacht verkauft und gegen Kriegsende zur Unterbringung von über 1000 Häftlingen aus dem KZ-Außenlager Görlitz genutzt, von denen zwölf starben. An die elf auf dem Rennersdorfer Friedhof beigesetzten Opfer erinnert ein Gedenkstein aus dem Jahre 1950. Der zwölfte Tote wurde vermutlich auf dem Jüdischen Friedhof in Görlitz begraben.
Am 1. März 1994 wurde Rennersdorf nach Berthelsdorf eingemeindet, welches zum Anfang des Jahres 2000 Teil der Verwaltungsgemeinschaft Herrnhut wurde. Mit Wirkung zum 1. Januar 2013 erfolgte die Eingliederung beider Orte in die Stadt Herrnhut.
Heute gibt es Familienbetriebe im Haupterwerb, einen Gartenbaubetrieb und Dienstleister im Ort. Ebenso ist das Unternehmen Euroimmun mit einer Niederlassung im Ort ansässig.

### Besitzer/Lehensmänner

#### Niederrennersdorf
| Jahr     | Besitzer/Lehensmann bzw. -frau                                                                    |
| -------- | ------------------------------------------------------------------------------------------------- |
| 1560     | Melchior von Breitenbach                                                                          |
| 1562     | Christoph von Gersdorff; Schwager des Vorherigen                                                  |
| 1572     | Siegmund von Schwanitz                                                                            |
| 1584     | Joachim von Klüx                                                                                  |
| 1587     | Caspar von Klüx; Sohn des Vorherigen                                                              |
| 1594     | Caspar von Gersdorff                                                                              |
| 1619     | Hans III. von Gersdorff; Sohn des Vorherigen                                                      |
| 1641     | Hans Jakob von Gersdorff; Sohn des Vorherigen                                                     |
| 1641     | Anna Margarethe (verheiratete von Nostitz) und Anna Sophia von Gersdorff, Töchter Hans III.       |
| 1648     | Anna Margarethe von Nostitz; die Vorherige.                                                       |
| 1649     | Wolf Abraham von Eberhardt                                                                        |
| 1673     | Magnus Adolphus von Eberhardt; Bruder des Vorherigen                                              |
| 1686     | Johann Nikol von Eberhardt; Vetter des Vorherigen                                                 |
| 1718     | Johann Christian Nesen                                                                            |
| 1727     | Christiane Sophie, geborene von Noack; Witwe des Vorherigen                                       |
| vor 1759 | Christian Siegfried Nesen; Neffe des vorherigen Johann Christian Nesen                            |
| 1766     | Christiane Friederike Nesen (verheiratete Mücke); Nichte des vorherigen Christian Siegfried Nesen |
| 1793     | Christian Siegfried Mücke, Sohn der Vorherigen                                                    |

#### Oberrennersdorf
| Jahr      | Besitzer/Lehensmann bzw. -frau                                                                   |
| --------- | ------------------------------------------------------------------------------------------------ |
| 1580      | Joachim von Klüx                                                                                 |
| 1587      | Bernhard von Klüx; Sohn des Vorherigen                                                           |
| vor 1617  | Joachim, Rudolf und Hans Christoph von Klüx; wahrscheinlich Söhne des Vorherigen                 |
| nach 1630 | Joachim von Klüx; der Vorherige                                                                  |
| vor 1652  | Hermann Hull                                                                                     |
| 1652      | Georg Rudolph von Gersdorff                                                                      |
| 1653      | Joachim Bernhard von Gersdorff; Sohn des Vorherigen                                              |
| 1695      | Peter Rudolph; Sohn des Vorherigen                                                               |
| 1698      | Bernhard, Hans Rudolph und Carl Gottlob von Gersdorff; Söhne des Vorherigen                      |
| 1712      | Bernhard von Gersdorff; der Vorherige                                                            |
| 1729      | Wolfgang Caspar Troppanegger; Pastor Primarius in Bernstadt                                      |
| 1732      | Wolf Rudolph von Ziegler und Klipphausen                                                         |
| 1742      | Kloster Marienthal                                                                               |
| 1759      | Sophia Christiane von Hennitz, geborene von Damnitz                                              |
| 1765      | Henriette Benigna Justine Freifrau von Wattewille, geborene Gräfin von Zinzendorf und Pottendorf |
| 1789      | Elisabeth Freifrau von Wattewille; Schwester der Vorherigen                                      |
| 1807      | Friedrich Rudolph Freiherr von Wattewille; Witwer der Vorherigen                                 |
| 1811      | Charlotte Sophie Gräfin von Einsiedel                                                            |
| 1844      | Direktorin der evangelischen Brüderunität                                                        |

## Kultur und Sehenswürdigkeiten
- Rittermühle
- Oberrennersdorfer Gut
- Ev.-Luth.-Kirche

## Sonstiges
- Rennersdorfer Meilenstein
- Tuchfabrik C.Wiedemann Nieder-Rennersdorf

## Persönlichkeiten
- Alexander Eduard von Mücke (1815–1883), königlich-sächsischer Jurist
- Gustav Adolph Brösel (1825–1888), Pfarrer
- Martin Rade (1857–1940), evangelischer Theologe und Publizist
- Winfried Stöcker (* 1947), Mediziner, Wissenschaftler, Erfinder und Unternehmer